# Amblyomma geochelone
Amblyomma geochelone (лат.) — вид клещей рода Amblyomma из семейства Ixodidae. Эндемик Мадагаскара. Длина широкоовального тела самцов около 4 мм (3,77—4,30), а у самок — около 10 мм (7,43—13,92); желтовато-коричневые. Ширина тела у самцов 3,38—3,61 мм (в среднем 3,47), а у самок — 5,84—8,12 мм (6,96). Общая длина гипостома самцов 0,75—0,80 мм (0,78), а у самок — 0,88—0,92 мм (0,894). Паразитируют на исчезающем эндемичном мадагаскарском виде черепах Geochelone yniphora. Личинки не описаны. Редкий вид. Близок к африканскому клещу Amblyomma nuttalli Dönitz, также паразитирующему на черепахах. Название вида происходит от родового имени хозяина.